# خوان أرشوليتا
خوان أرشوليتا (بالإنجليزية: Juan Archuleta؛ مواليد 13 سبتمبر 1987) هو مُقاتل فنون قتالية مختلطة أمريكي.

## وصلات خارجية
- خوان أرشوليتا على موقع بيلاتور (الإنجليزية)
- خوان أرشوليتا على موقع شيردوغ (الإنجليزية)
- خوان أرشوليتا على موقع Tapology.com (الإنجليزية)
- خوان أرشوليتا على موقع IMDb (الإنجليزية)
- خوان أرشوليتا على موقع قاعدة بيانات الفيلم (الإنجليزية)